# VC 4000
VC 4000は、1978年に西ドイツでインタートン社（Interton）によって発売された家庭用8bitゲーム機である。
VC 4000 自体はドイツ国外ではあまり知られていないが、ソフトウェアに互換性のあるハードが他のヨーロッパ諸国でも発売された。しかし、インタートン社が VC 4000 の開発を一から行ったのか、それともライセンスを取得し製造していたのかは明らかではない。
約40のソフトが VC 4000 向けに発売されたものの、ライバル機種に圧迫され、1983年に製造中止となった。

## ハードウェア
CPUにはアルカディアと同様の Signetics 2650A、GPUには Signetics 2636 を搭載している。
本体上部には電源の切替スイッチの他に、リセットボタン、スタートボタン、セレクトボタンの3つのボタンが付いている。